# Campionati del mondo di ciclismo su strada juniors 1988
I Campionati del mondo di ciclismo su strada juniors 1988 si disputarono a Odense e Vissenbjerg in Danimarca. 

## Medagliere
| #      | Nazione          | Oro | Argento | Bronzo | Totale |
| ------ | ---------------- | --- | ------- | ------ | ------ |
| 1      | Danimarca        | 1   | 0       | 1      | 2      |
| 1      | Italia           | 1   | 0       | 1      | 2      |
| 3      | Unione Sovietica | 0   | 1       | 0      | 1      |
| 3      | Paesi Bassi      | 0   | 1       | 0      | 1      |
| Totale | Totale           | 2   | 2       | 2      | 6      |

## Sommario degli eventi
| Eventi        | Oro                       | Tempo                      | Argento                            | Tempo   | Bronzo                      | Tempo   |
| Uomini        |                           |                            |                                    |         |                             |         |
| Gara in linea | Gianluca Tarocco Italia   | hhmm'ss" Media xx,xxx km/h | Vasilij Davidenko Unione Sovietica | a m'ss" | Alessandro Bertolini Italia | a m'ss" |
| Donne         |                           |                            |                                    |         |                             |         |
| Gara in linea | Gitte Hjörtflod Danimarca | hhmm'ss" Media xx,xxx km/h | Est van Verseveld Paesi Bassi      | a m'ss" | Lotte Schmidt Danimarca     | a m'ss" |